# Tarot (Band)
Tarot ist eine Heavy-Metal-Band aus Kuopio (Finnland). Die Band wird in ihrem Heimatland auch als „Paten“ des finnischen Heavy Metal bezeichnet. Bekanntestes Mitglied ist der Sänger und Bassist Marco Hietala, welcher von 2001 bis 2021 auch bei Nightwish aktiv war.

## Geschichte
Die Brüder Marco und Zachary Hietala gründeten Anfang der 1980er Jahre die Band „Purgatory“. Nachdem die Band einen Plattenvertrag erhalten hatte, bat die Firma um eine Änderung des Bandnamens, da es schon viele andere Bands mit diesem Namen gab. Seitdem firmiert die Band unter dem Namen Tarot.
1986 erschien mit Wings of Darkness die erste Single. Der Titel dieses Liedes bildet auch die Adresse der offiziellen Bandhomepage. Es folgte das Debütalbum Spell of Iron. Ein Jahr später folgte mit Follow Me into Madness das zweite Album. Beide Alben waren in Finnland erfolgreich und Tarot tourten mit großem Equipment durch das Land der tausend Seen. Selbst die Roadies von Metallica staunten über die große Zahl der Boxen, die Tarot für ihre Konzerte verwendete.
Nach dem zweiten Album war es für einige Jahre ruhig um die Band. Der zweite Gitarrist Mako H. verließ die Band und wurde durch den Keyboarder Janne Tolsa ersetzt. Erst 1993 erschien das dritte Album To Live Forever, das besonders in Japan erfolgreich war. Der Mitschnitt eines Konzertes im berühmten Tavastia Club in Helsinki wurde in Japan als Livealbum veröffentlicht. Einige Lieder dieses Livealbums wurden in Europa als Bonus-CD auf dem Album Stigmata veröffentlicht.
1998 erschien das fünfte Album For the Glory of Nothing. In Japan wurde außerdem noch das Best-of-Album Shining Black in die Läden gestellt. In den folgenden Jahren spielte die Band nur vereinzelt Konzerte. Marco Hietala schloss sich der Band Sinergy an. 2001 verließ er Sinergy und wurde neuer Bassist bei Nightwish. Nach der Tour zum Century-Child-Album unterzeichneten Tarot einen neuen Vertrag bei Spinefarm Records und das Album Suffer Our Pleasures wurde veröffentlicht, das in Finnland sehr erfolgreich war. 2006 fand die Band mit King Foo Entertainment eine neue Plattenfirma. Die Single You erreichte Platz eins der finnischen Singlecharts und auch das neue Album Crows Fly Black war erfolgreich. Ende 2006 unterzeichneten Tarot einen Vertrag mit Nuclear Blast für Rest-Europa. 2007 gingen Tarot zum ersten Mal in Deutschland auf Konzertreise. Dabei wurden sie von Diablo begleitet.
Schlagzeuger Pecu Cinnari verstarb am 10. September 2016 nach langer Krankheit.
Im März 2023 kündigte die Band an, dass sie sich für eine einmalige Show am 26. Juli in Kuopio, Finnland, mit Turmion-Kätilöt-Schlagzeuger Antero Seppänen als Ersatz für Cinnari, beim Tuska Festival im Juni 2024 wieder zusammenfinden werden.

## Diskografie

### Alben
- 1986: The Spell of Iron
- 1988: Follow Me into Madness
- 1993: To Live Forever
- 1994: To Live Again (Live)
- 1995: Stigmata
- 1998: For the Glory of Nothing
- 1999: Shining Black (Best of)
- 2003: Suffer Our Pleasures
- 2006: Crows Fly Black
- 2008: Undead Indeed (Live, erschienen als 2CD- bzw. 2DVD-Version)
- 2010: Gravity of Light
- 2011: The Spell of Iron MMXI (New Recording)

### Singles
- 1986: Wings of Darkness
- 1986: Loves Not Made For My Kind
- 1988: Roses on the Grave
- 1995: Angels of Pain
- 1995: As One
- 1997: Warhead
- 1998: The Punishment
- 2003: Undead Son
- 2006: You
- 2007: Ashes to the Stars
- 2010: I Walk Forever